# Desa Plumbon (administrativ by i Indonesien, Jawa Tengah, lat -7,59, long 109,71)
Desa Plumbon är en administrativ by i Indonesien.   Den ligger i provinsen Jawa Tengah, i den västra delen av landet, 400 km öster om huvudstaden Jakarta.